# PQ4船団
PQ4船団は、第二次世界大戦中に連合国がソビエト連邦へ援助物資を運ぶために運航された5つ目の船団である。
北極海を運航する船団であり、1941年11月17日にアイスランドのハヴァルフィヨルドを出航し、11月28日にアルハンゲリスクに到着した。
この船団は8隻の輸送船から構成されていた。その内4隻はイギリスの船で、残り4隻はソ連の船であった。すべての船はドイツ軍の攻撃を受けずに、無事目的地に到着した。護衛はイギリス海軍の重巡洋艦「ベリック」、駆逐艦「オファ」、「オンスロー」、掃海艇2隻、武装トロール船2隻であった。